# Почарова
Почарова (словац. Počarová) — село, громада округу Поважська Бистриця, Тренчинський край. Кадастрова площа громади — 2.32 км².
Населення 144 осіб (станом на 31 грудня 2021 року).

## Історія
Почарова згадується 1466 року.

## Населення
| Рік:            | 1994. | 2004.   | 2014.   | 2024.    |
| --------------- | ----- | ------- | ------- | -------- |
| Кількість осіб: | 137   | 145     | 140     | 158      |
| Різниця:        |       | +5,83 % | -3,44 % | +12,85 % |

| Рік:            | 2023. | 2024.   |
| --------------- | ----- | ------- |
| Кількість осіб: | 148   | 158     |
| Різниця:        |       | +6,75 % |